# Meuccio Ruini

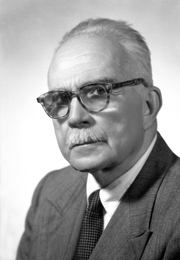
Meuccio Ruini (ca. 1948)

Bartolomeo „Meuccio“ Ruini (ital. Ausspr.ⓘ) (* 14. Dezember 1877 in Reggio nell’Emilia; † 6. März 1970 in Rom), war ein italienischer Politiker.

## Leben
Meuccio Ruini studierte Rechtswissenschaft und Philosophie an der Universität Bologna. Seinen Abschluss machte er im Jahr 1899. Er war Mitglied des Partito Socialista Italiano und ab 1912 des Partito Socialista Riformista Italiano, der eine Annäherung an die Regierungslinie anstrebte. 1920 war er unter Francesco Saverio Nitti kurzzeitig Minister für die Kolonien, nachdem er bereits zwischen 1919 und 1920 Unterstaatssekretär im Industrieministerium unter Orlando unter Nitti gewesen war. Während der Zeit des Faschismus musste er seine politischen Aktivitäten aufgeben, 1943 gründete er zusammen mit Ivanoe Bonomi im Untergrund die sozialliberale Partito Democratico del Lavoro.
Im Nachkriegskabinett unter Ministerpräsident Ferruccio Parri war er von Juni bis Dezember 1945 Minister für den Wiederaufbau der vom Feind befreiten Gebiete.
Ruini war Präsident des italienischen Staatsrats (1945–1948), Präsident des von der verfassungsgebenden Versammlung eingesetzten Ausschusses für die Ausarbeitung der Verfassung (1947), Präsident des Senats (1953), Präsident des Nationalen Wirtschafts- und Arbeitsrats (1958–1959) und wurde 1963 zum Senator auf Lebenszeit ernannt.